# Pavlina
Pavlina je  žensko osebno ime.

## Izvor imena
Ime Pavlina je različica imena Pavla.

## Pogostost imena
Po podatkih Statističnega urada Republike Slovenije je bilo na dan 1. januarja 2020 v Sloveniji število ženskih oseb z imenom Pavlina: 529. Med vsemi ženskimi imeni pa je to ime  po pogostosti uporabe uvrščeno na 275. mesto.

## Osebni praznik
V koledarju je ime Pavlina skupaj z imenoma Pavla, oziroma Pavel; god praznuje 26. januarja, 14. marca ali pa 18. avgusta.